# Książęta wrocławscy
Książęta wrocławscy – lista książąt rządzących księstwem wrocławskim.

## Księstwowrocławskie
| 1163-1201      | Bolesław I Wysoki (syn Władysława II, książę śląski, Dolny Śląsk w podziale 1173 roku, w 1201 ponownie Opole, 1177-(ok.)1185 strata Głogowa) |
| 1163-1173      | Mieszko I Plątonogi (brat, współwładca, potem w Raciborzu 1173-1211, oraz w Opolu 1202-1211) |
| 1177-(ok.)1185 | Konrad Laskonogi (brat, Głogów) |
| 1201-1238      | Henryk I Brodaty (syn Bolesława I), do 1202 Opole 1206-1207 Kalisz, do 1206 1210-1218 i od 1230 w Lubuszu, od 1231 Kraków, od 1234 pd. Wielkopolska, od 1230 opieka nad Opolem i od 1232 nad Sandomierzem)                                                                   |
| 1238-1241      | Henryk II Pobożny (syn, koregent od 1234, pd. Wielkopolska i Kraków, do 1239 opieka nad Opolem i Sandomierzem, od 1239 tylko zwierzchnictwo nad księstwem kaliskim), od 1239 rezygnacja z Lądu                                                                               |
| 1241-1242      | Anna Czeska (żona, regentka, zm. 1265) |
| 1241-1248      | Bolesław II Rogatka (syn, 1241 Kraków, 1241-1247 pd.-zach. Wlkp., Legnica i Głogów 1248-1249/51, 1249 oddanie Brandenburgii Lubusza, tylko Legnica 1249-1278, od 1277 dodatkowo w Środzie)                                                                                   |
| 1241-1242      | Mieszko (brat, Lubusz) |
| 1248-1266      | Henryk III Biały (brat, w wyniku podziału średni Śląsk z Wrocławiem, współrządca z bratem Władysławem) |
| 1248-1270      | Władysław (brat, współrządca brata Henryka III do 1266 roku, od 1266 współrządca i regent w imieniu Henryka IV Prawego) |
| 1266-1290      | Henryk IV Prawy (syn Henryka III, od 1273 samodzielnie, 1277 strata Środy, 1274 Krosno Odrzańskie, 1281-1287 w Wieluniu (Rudzie), 1284-1287 w Ołoboku, od 1287 zwierzchnictwo nad księstwami głogowskim, ścinawskim, legnickim i opolskim, od 1288 w Krakowie, 1289 Ścinawa) |
| 1270-1273      | Przemysł Ottokar II Przemyślida (regent, zm. 1278) |
| 1290-1296      | Henryk V Brzuchaty (syn Bolesława II, 1273-1278 Jawor, od 1278 Legnica) |
| 1296-1311      | Bolesław III Rozrzutny (syn Henryka V, książę legnicko-wrocławski do 1311 (1301-1311 samodzielnie), potem książę brzeski w wyniku podziału 1311, książę legnicki od 1312, książę kaliski 1306-1307, książę opawski 1308-1311, od 1329 dziedziczny lennik czeski)             |
| 1296-1301      | Bolko I Surowy (stryj, regent w Legnicy i Wrocławiu) |
| 1301-1302      | Henryk z Wierzbna (biskup wrocławski, regent) |
| 1302-1305      | Wacław II z dynastii Przemyślidów (teść Bolesława III, regent) |
| 1311-1335      | Henryk VI Dobry (syn Henryka V) |
| od 1335        | do korony czeskiej |